# Бугат (Говь-Алтай)
Бугат (монг. Бугат) — сомон аймака Говь-Алтай в юго-западной части Монголии, площадь которого составляет 9 921 км². Численность населения по данным 2009 года составила 2 257 человек.
Центр сомона — посёлок Баянгол, расположенный в 203 километрах от административного центра аймака — города Алтай и в 1200 километрах от столицы страны — Улан-Батора.

## География
Сомон расположен в юго-западной части Монголии на границе с Китайской Народной республикой. На территории Бугата располагаются гора Алагхайрхан высотой 3738 м и дающая начало рекам Цагаан сайр, Хух сайр, Улт, Баг и прочим. Также в сомоне находятся горы Улаан уул (2958 м) и Буга хайрхан (2939 м).
Из полезных ископаемых в сомоне встречаются залежи каменного угля, цветных металлов, слюды.

## Климат
Климат резко континентальный. Средняя температура января -17 градусов, июля +25 градусов. Ежегодная норма осадков 80 мм.

## Фауна
Животный мир Бугата представлен дикими верблюдами, куланами.

## Инфраструктура
В сомоне есть школа, больница, центры культуры и торговли.